# Пиетро Ломбардо
Пиетро Ломбардо (на италиански: Pietro Lombardo) е италиански скулптор и архитект на ранния Ренесанс. 

## Биография
Роден е около 1435 година в Карона, в близост до езерото Лугано, Швейцария, син на Мартино Ломбардо. От началото на 1464 до средата на 1467 г. Ломбардо живее и работи в Падуа. От лятото 1474 е във Венеция и създава гробовете на дожите Николо Марчело († 1474) и Пиетро Мочениго († 1476) в църквата „Санти Джовани е Паоло“. В катедралата „Сан Марко“ той създава олтарите в чест на Сан Якопо и Сан Паоло. През 1479 г. секретарят на сената на Република Венеция Джовани Дарио дава на Ломбардо задачата да строи „Палацо Дарио“. През 1481 г. построява елегантния „Палацо Вендрамин-Калерги“. От 1484 до 1489 г. участва в строежа на църквата „Санта Мария дей Мираколи“.
След 1489 г. той отива в Равена със синовете си Тулио и Антонио Ломбардо. Там участва в изработката на релефа на гроба на Данте. Във Венеция Ломбардо заедно със синовете си и архитект Джовани Буора работи на „Скуола Гранде ди Сан Марко“ (Scuola Grande di San Marco) (1488 – 1490). През пролетта на 1514 г. Ломбардо получава службата ръководител на каменоделците.
Умира през 1515 година на ок. 80-годишна възраст във Венеция.

## Галерия
- Палацо Дарио, Венеция
- Гробът на дож Пиетро Мочениго в църквата Санти Джовани е Паоло
- Църквата Санта Мария дей Мираколи, Венеция